# Lecrín
Lecrín là một đô thị trong tỉnh Granada, Tây Ban Nha. Theo điều tra dân số 2004 (INE), đô thị này có dân số là 2269 người.